# レプトスピラ属
レプトスピラ属(Genus Leptospira)とはグラム陰性の細菌、スピロヘータ門に分類される一属（Leptospira from the Greek leptos, meaning fine or thin, and the Latin spira, meaning coil)。レプトスピラ属には少数の種が含まれており、それらは病原性か腐生性である。レプトスピラ属菌が最初に発見されたのは1907年、レプトスピラ症患者の腎臓切片からであり、黄熱の死亡例と記載されている。